# Остполитик
Остполитик („источна политика“) је израз за „промену кроз поновни прилаз“ - како је назвао Егон Бар - напоре Вилија Бранта, канцелара Западне Немачке да нормализује односе своје земље са земљама источне Европе (укључујући и Демократску Републику Немачку, то јест Источну Немачку).
Прави израз је у ствари Нова источна политика, како би се направила разлика у односу на политику према Источној Европи коју су водиле владе Хришћанско демократске уније (ЦДУ) до 1969. ЦДУ је под Конрадом Аденауером и другима покушавала да игнорише и изолује комунистички режим Источне Немачке, док су Брантове социјалдемократе покушавале да остваре веће слободе за грађане Источне Немачке кроз одређени степен сарадње.

## Намере
Након Другог светског рата, 7. октобра 1949. године, Немачка је подељена на две суверене државе, Савезну Републику Немачку (запад) и Демократску Републику Немачку (исток). Првобитно су обе владе тврдиле да оне представљају целокупан немачки народ. Међутим, Западна Немачка је тврдила да је она једина немачка влада са демократским легитимитетом. Касније, крајем шездесетих година двадесетог века, комунистичка влада Источне Немачке је тврдила да више не постоји целовита немачка нација, јер је влада Источне Немачке успоставила „социјалистичку“ нацију.
Савезном владом Западне Немачке је од 1949. до 1969. доминирала Хришћанско-демократска унија. Током ових година, владе Западне Немачке су одбијале да имају било какав контакт са владама Источне Немачке због њиховог недемократског карактера. По Халштајновој доктрини, Западна Немачка би прекинула дипломатске односе са сваком државом која би успоставила дипломатске односе са Источном Немачком. До прве примене Халштајнове доктрине је дошло 1957, када је Западна Немачка повукла признање Југославије након што је она примила амбасадора Источне Немачке. Током шездесетих година двадесетог века је постало очигледно да оваква политика неће моћи да се спроводи на дуги рок. Када је Западна Немачка успоставила дипломатске односе са Израелом 1965, арапске државе су реаговале прекидањем односа са Западном Немачком и успостављањем односа са Источном Немачком.
Чак и пре него што је изабран за канцелара, Вили Брант, социјалдемократски градоначелник Западног Берлина, се залагао и спроводио политике које би ублажиле тензије између две немачке државе, понајвише у интересу прекограничне трговине. Аргумент за његов предлог нове источне политике је био став да Халштајнова доктрина није помогла у подривању комунистичког режима, нити поправила положај Немаца у Источној Немачкој. Брант је веровао да би сарадња са комунистима поспешивала немачко-немачке сусрете, који би подрили комунистичку власт на дуги рок.
Међутим, Брант је истицао да његова нова остполитик није занемаривала блиске везе које је Западна Немачка имала са Западном Европом и Сједињеним Државама, или њено чланство у НАТО. Штавише, до краја шездесетих година, непоколебљив став који се тицао Халштајнове доктрине је у ствари сматран штетним за интересе САД; бројни амерички саветници и званичници, попут Хенрија Кисинџера су тражили од званичног Бона да буде флексибилнији. Истовремено, друге западноевропске државе су ушле у период смелије политике усмерене ка истоку. Када је Брантова влада дошла на власт 1969. године, исти политичари су почели да изражавају резерве према независнијој немачкој политици према истоку, бојећи се новог „Рапала“ (споразум између Вајмарске Републике и Совјетске Русије из 1922. године). Француска се бојала да би Западна Немачка могла да постане моћнија након ублажавања тензија са истоком; Брант је на крају приморао Француску да прихвати његову политику, задржавши немачке финансијске доприносе за европску Заједничку пољопривредну политику.

## Спровођење
Ублажавање тензија са Истоком ка коме је тежила остполитик је нужно почело са Совјетским Савезом, једином државом Источног блока са којом је Савезна Република Немачка имала званичне дипломатске везе (упркос поменутој Халштајновој доктрини). 1970, Брант је потписао Московски споразум о одбацивању употребе силе и признавању тренутних европских граница. Касније исте године, Брант је потписао Варшавски споразум, у процесу формалног признавања Народне Републике Пољске. Варшавски споразум је у суштини поновио одредбе Московског споразума, и додатно подвукао да Савезна Република Немачка признаје Линију Одра-Ниса. Након тога су уследили споразуми и са другим источноевропским државама.
Најконтроверзнији је био такозвани Базични споразум из 1972. са Источном Немачком, којим су први пут након раздвајања успостављени званични односи између две немачке државе. Ситуацију је компликовала дугогодишња тврдња Западне Немачке да она представља цео немачки народ; канцелар Брант је покушавао да изглади ово понављајући своју изјаву из 1969. да иако у Немачкој постоје две државе, оне не могу једна другу да посматрају као стране државе.
Конзервативна опозициона Хришћанско-демократска унија је у Бундестагу одбацила Базични споразум, јер је сматрала да је влада њиме дала превише уступака. Такође су критиковали мане попут ненамерног објављивања Баровог документа, документа у коме се Брантов помоћник Егон Бар о суштинским питањима сложио са совјетским дипломатом Валентином Фалином.
Брантова влада, коалиција социјалдеморката и слободних демократа је изгубила одређени број посланика у парламенту који су прешли у Хришћанско-демократску унију у знак протеста због Базичног споразума. У априлу 1972. чак је изгледало да опозициони вођа Рајнер Барцел има довољну подршку да постане нови канцелар, али му је на гласању у парламенту недостајало два гласа. Касније се испоставило да је Источна Немачка платила тој двојици посланика да гласају против Барцела. На изборима 1972, Брант је извојевао победу, и 11. маја 1973. савезни парламент је прихватио Базични споразум.
По Базичном споразуму, Западна и Источна Немачка су размениле амбасадоре, који су из политичких разлога названи „сталним представницима“. Узајамно признање је обема државама отворило врата приступа Уједињеним нацијама, јер је тврдња Западне Немачке да она представља цео немачки народ у суштини одбачена чином признавања Источне Немачке.
Хришћанско-демократска унија и Хришћанска социјална унија Баварске су успеле да наговоре Странку слободних демократа да напусти коалицију са Социјалдемократском партијом Немачке 1982, па је вођа Хришћанско-демократске уније, Хелмут Кол постао нови канцелар Западне Немачке. Међутим, он није променио политику према Источној Немачкој. Консензус да је остполитик исправна је био толики да је министар-председник Баварске, Франц Јозеф Штраус, који се жестоко борио против Базичног споразума и био Колов главни противник у коалиционом блоку, осигурао изгласавање Коловог предлога о позајмици три милијарде марака Источној Немачкој 1983. године.

## Дипломатија Ватикана
Остполитик је такође и име које се користи за политику папе Павла VI према Совјетском Савезу и остатку Источног блока. У покушају да унапреди положај католика иза гвоздене завесе, он је ступио у дијалог са комунистичким властима на више нивоа, примивши министра спољних послова Андреја Громика и председавајућег председништва Врховног совјета Совјетског Савеза, Николаја Подгорног 1966. и 1967. у Ватикану. Положај Цркве у Пољској, Мађарској и Румунији је у одређеној мери унапређен за време његовог понтификата.

## Кореја
Јужна Кореја је током осамдесетих година двадесетог века спроводила политику нордполитик („северна политика“) чије име представља алузију на остполитик; сличан концепт је и „сунчева политика“ која је наследила нордполитик.

## Списак споразума
Следи списак споразума које је потписала Западна Немачка а који одредбе из остполитик имају било као примарни било као секундарни циљ.
- Московски споразум од 12. августа 1970.
- Варшавски споразум од 7. децембра 1970.
- Споразум четири силе од 3. септембра 1971.
- Транзитни споразум од 17. децембра 17, 1971.
- Базични споразум од 21. децембра 1972.
- Прашки споразум од 11. децембра 1973.

Каснији споразуми из периода владавине Хелмута Кола (од 1982. до уједињења Немачке 1990), иако су се бавили сличним питањима и имали сличне циљеве се не сматрају за део остполитик.